# Mordfall Frauke Liebs
Der Mordfall Frauke Liebs ist ein ungeklärter Kriminalfall aus dem Raum Paderborn in Nordrhein-Westfalen. Frauke Liebs (*21. Februar 1985; † am oder nach dem 27. Juni 2006) wurde Opfer eines Kapitalverbrechens.

## Frauke Liebs
Frauke Liebs stammte aus Lübbecke. Für eine Ausbildung zur Gesundheits- und Krankenpflegerin in einem Paderborner Krankenhaus zog sie nach Paderborn. Sie lebte dort gemeinsam mit ihrem Ex-Freund in einer Wohnung.

## Der Mordfall

### Ereignisse in der Nacht des Verschwindens
Am 20. Juni 2006, einem Dienstag, verschwand Frauke Liebs auf ungeklärte Weise. An diesem Tag traf sie sich am Nachmittag mit ihrer Mutter und ihrem Mitbewohner zum Essen in einem Restaurant. Währenddessen erhielt sie eine SMS von einer Freundin. Diese verabredete sich mit ihr in einem Irish Pub in der Paderborner Innenstadt, um dort mit weiteren Freunden ein Spiel der Fußball-Weltmeisterschaft 2006 zu sehen. Frauke Liebs ließ sich nach dem Essen von ihrer Mutter und ihrem Mitbewohner zum Irish Pub fahren, den sie gegen 21 Uhr erreichte.
Während des Spiels Schweden gegen England schrieb sie mehrere SMS an einen Bekannten. Als der Akku ihres Mobiltelefons leer war, lieh sie sich einen vollen Akku von ihrer Freundin, gab ihn aber vor Verlassen des Pubs laut Aussage der Freundin wieder zurück.
Gegen 23 Uhr verabschiedete sich Frauke Liebs von ihren Freunden und machte sich allein auf den 1,2 Kilometer langen Heimweg zu ihrer Wohnung. Es gilt als wahrscheinlich, dass sie den Heimweg zu Fuß antrat, da sie nur noch maximal fünf Euro bei sich gehabt haben soll. Welchen Weg sie einschlug, konnte mangels Zeugen nicht geklärt werden. Sie kam nicht in ihrer Wohnung an.
Um 00:49 Uhr erhielt der Mitbewohner eine SMS von Frauke Liebs’ Handy, die ihre verspätete Rückkehr ankündigte. Die Polizei ermittelte später, dass diese Nachricht aus dem Funkgebiet Nieheim-Entrup im Kreis Höxter abgesetzt worden war, etwa 40 Autominuten von Paderborn entfernt.

### Anrufe
Am nächsten Tag, dem 21. Juni, erschien Frauke Liebs nicht zur Arbeit. Nachdem sie auch in ihrer Wohnung nicht angetroffen wurde, meldete ihre Mutter sie noch am selben Tag als vermisst.
An jedem der folgenden vier Tage – vom 22. Juni (Donnerstag) bis 25. Juni (Sonntag) – gab es einen einzelnen telefonischen Kontakt mit Frauke Liebs. Sie rief jeweils mit ihrem Handy ihren Mitbewohner an. Die vier Anrufe dauerten jeweils weniger als eine Minute. An drei Tagen fanden sie spätabends statt (22:26 Uhr, 23:04 Uhr, 22:28 Uhr), davon abweichend war das Telefonat am Samstag schon um 14:22 Uhr. Unmittelbar nach dem Telefonat am Freitag gelang Frauke Liebs’ Bruder ein kurzer Rückruf. Frauke Liebs machte bei diesen Anrufen kaum Angaben zu ihrer Situation. Anfangs deutete sie ihre baldige Heimkehr an, weitere Nachfragen beantwortete sie vage oder ausweichend und zum Teil auch rätselhaft oder widersinnig.
Am 26. Juni gab es kein Telefonat. Das fünfte und letzte Telefonat am 27. Juni (Dienstag) begann um 23:29 Uhr und dauerte mehr als fünf Minuten. Frauke Liebs sprach mit ihrem Mitbewohner und ihrer Schwester. Beide konnten über die Lautsprecherfunktion gemeinsam hören und sprechen; nach dem Gespräch notierten sie, an was sie sich erinnerten. Bei diesem Gespräch soll Frauke Liebs auf die Frage, ob sie gegen ihren Willen festgehalten werde, zunächst mit einem leisen „Ja“ geantwortet haben, diese Aussage jedoch sofort mit zwei lauten „Nein“ revidiert haben. Nach diesem Telefonat brach der Kontakt zu ihr ab. Wie die Ermittlungen später ergaben, befand sich das Handy bei den Telefonaten in verschiedenen Paderborner Gewerbegebieten.

### Leichenfund und Gedenken
Am 4. Oktober 2006 wurde die Leiche von Frauke Liebs rund 15 Kilometer Luftlinie von Paderborn entfernt bei Lichtenau zwischen Asseln und Herbram-Wald im Kreis Paderborn von einem Jäger aufgefunden. Sie lag stark verwest und skelettiert in einem abgelegenen Waldstück, etwa 20 Meter von der Straße L 817 entfernt, in einer hinter einem Baumstamm gelegenen Mulde unter Tannendickicht (ungefährer Fundort). Kriminaltechnische Untersuchungen legten nahe, dass der Fundort nicht der Tatort war. Es konnten keine Reifenspuren, Fingerabdrücke oder DNA-Spuren gesichert werden.
Die Leiche wurde mit Frauke Liebs’ Kleidung vom Tag ihres Verschwindens entdeckt (Blue Jeans, rotes Oberteil und weiße Turnschuhe). Ihr Mobiltelefon und ihre schwarze Handtasche sowie ihre Geldbörse und ihre Armbanduhr wurden nicht gefunden. Die Obduktion ergab, dass Frauke Liebs spätestens einige Tage nach dem letzten Telefonat gestorben war. Aufgrund der fortgeschrittenen Skelettierung des Leichnams konnte die Todesursache nicht ermittelt werden.
Frauke Liebs wurde am 27. Oktober 2006 auf dem Lübbecker Friedhof beigesetzt. An der Stelle ihres Fundorts wurde eine kleine inoffizielle Gedenkstätte eingerichtet. Am Straßenrand erinnert ein Holzkreuz mit ihrem Vornamen an sie.

### Fahndung
Bereits am 13. Oktober 2006 wurde eine Belohnung von 7500 Euro für Hinweise auf den oder die Täter ausgesetzt. Die Eltern von Frauke Liebs beteiligten sich daran mit 5000 Euro, die Paderborner Staatsanwaltschaft mit 2500 Euro.
Nach dem Auffinden der Leiche bei Lichtenau am 4. Oktober 2006 wurde die Mordkommission „MK Lichtenau“ gebildet. Eine operative Fallanalyse durch das Landeskriminalamt NRW kam im Januar 2007 zu dem Schluss, dass Frauke Liebs höchstwahrscheinlich im Raum Nieheim festgehalten worden war. Ob es sich bei dem Versteck um eine Wohnung, ein Wohnhaus, ein anderes Gebäude (z. B. eine Jagdhütte), einen Wohnwagen oder ein Wohnmobil handelte, konnte nicht eingegrenzt werden. Die Ermittler gingen von einem ortskundigen männlichen Einzeltäter aus, konnten aber nicht ausschließen, dass es sich um mehrere Täter handelte. Die Mordkommission hatte bis dahin Akten zu 300 Spuren angelegt und die Hälfte dieser Spuren abgearbeitet. Experten des Landeskriminalamts NRW und Gerichtsmediziner waren an den Ermittlungen beteiligt.
Die Mordkommission wurde im Juni 2007 aufgelöst. Sie hatte rund 700 Spuren abgearbeitet und rund 1000 Personen befragt oder vernommen, darunter mehr als 100 Personen, mit denen Frauke Liebs per Internet-Chat und E-Mail Kontakt hatte. Die Ermittlungen wurden fortgesetzt, da Mord nicht verjährt.
Mitte 2016 prüfte die Kriminalpolizei eine mögliche Verbindung zum Kriminalfall Höxter, bei dem ein Paar mehrere Frauen in seinem Haus im Ortsteil Bosseborn festgehalten und misshandelt hatte. Dabei waren zwei Opfer zu Tode gekommen. Später teilte die Polizei mit, dass keine Zusammenhänge gefunden werden konnten.
Im Dezember 2019 wurde berichtet, die zuständige Kripo Bielefeld werde den Fall in eine Datenbank für ungeklärte Mordfälle („Cold Cases“) aufnehmen lassen, die das Landeskriminalamt NRW seit 2018 aufbaute.
Im Juli 2020 wurde die Belohnung für Hinweise, die zur Ergreifung des Täters führen, von bisher insgesamt 7.500 Euro auf 30.000 Euro erhöht. Die Aufstockung der Belohnung wurde durch das private Engagement eines Unternehmers möglich, der anonym bleiben will. Er sorgte außerdem dafür, dass eine Internetseite zu dem Mordfall geschaffen wurde, auf der sachdienliche Hinweise eingegeben werden können. Auf der Internetseite wird darauf hingewiesen, dass der von der Familie Liebs und ihrem Umfeld getragene Anteil der Belohnung nur bis zum 4. Oktober 2023 ausgelobt ist. Die Internetseite wurde zum 4. Oktober 2023 auf Wunsch von Ingrid Liebs abgeschaltet.
Im August 2022 durchsuchte die Polizei zwei Häuser in Lichtenau und Paderborn, ohne dass sich neue Spuren ergaben.
Bis November 2022 wurden insgesamt 1150 Spuren überprüft. Staatsanwalt Kai Uwe Waschkies, der leitende Ermittler, setzt seine Hoffnungen vor allem darauf, dass der Täter oder ein Mitwisser irgendwann durch eine verdächtige Äußerung auffällt. Er will deshalb, dass die Bevölkerung weiterhin über den Fall spricht und sich umhört.

### Rezeption
Der Mordfall wurde in zahlreichen Zeitungsberichten dargestellt, insbesondere in der regionalen Presse. Er wurde auch in mehreren Fernsehsendungen thematisiert, darunter Aktenzeichen XY … ungelöst (ZDF, November 2006), Kriminalreport (WDR, März 2008), Ungeklärte Morde – dem Täter auf der Spur (RTL II, September 2011) und Zeugen gesucht (Sat.1, Januar 2012).
Im November 2021 sendete VOX eine ausführliche Fernsehdokumentation von Stern Crime mit dem Titel Der letzte Anruf – Wer tötete Frauke Liebs?, die vorab bei RTL+ angesehen werden konnte. Der Journalist Dominik Stawski, der für die Zeitschrift Stern zahlreiche Artikel zu dem Fall schrieb, hatte das aufwendige Filmprojekt maßgeblich geleitet.
Im April 2022 behandelte WDR-Lokalzeit MordOrte, eine Sparte des WDR-Nachrichtenmagazins Lokalzeit, den Fall in zwei Sendungen (siehe Weblinks). 
Von November 2022 bis Januar 2023 erschien ein 13-teiliger Podcast des Stern-Reporters Dominik Stawski mit dem Titel Frauke Liebs – Die Suche nach dem Mörder. Auf RTL+ war die komplette Podcast-Serie bereits im November 2022 verfügbar. Laut der Mutter von Frauke Liebs ist es der letzte Versuch, den Täter mithilfe der Öffentlichkeit zu finden. 